# Michael Moore (bassist)
Michael Moore (Glen Este (Ohio), 16 mei 1945) is een Amerikaanse jazzbassist en -componist.

## Biografie
Moore volgde op 15-jarige leeftijd de Withrow High School in Cincinnati, waar hij optrad in ensembles en het Presentation Orchestra in George G. "Smittie" Smith's show Withrow Minstrels. Hij speelde met zijn vader in nachtclubs in Cincinnati. Hij woonde het Cincinnati College-Conservatory of Music bij en speelde lokaal bij Cal Collins en Woody Evans. Hij toerde in 1966 door Afrika en Europa met Woody Herman en nam met Dusko Goykovich op, terwijl hij in Belgrado was. In de jaren 1970 werkte hij samen met Marian McPartland, Freddie Hubbard, Jim Hall, Jimmy Raney, Bill Evans, Benny Goodman, Jake Hanna, Warren Vache, Herb Ellis, Zoot Sims, Ruby Braff, George Barnes, Chet Baker en Lee Konitz. In 1978 deed hij auditie en werd hij ingehuurd door Bill Evans, nadat bassist Eddie Gómez de band had verlaten en Evans in transitie was met drummer Philly Joe Jones. Moore vertrok na vijf maanden vanwege ontevredenheid over de band. Aan het eind van het decennium begon hij te werken met Gene Bertoncini, met wie hij tot in de jaren 1990 zou spelen. In de jaren 1980 werkte hij weer met Sims en met Kenny Barron en Michał Urbaniak. Moore was lid van het Dave Brubeck Quartet van 2001 tot de dood van Brubeck in 2012.

## Discografie

### Als leader
- 1978: Live at Carnegie Hall – 40th Anniversary Concert, Benny Goodman
- 1989: Two in Time (Chiaroscuro Records)
- 1992: Roger Kellaway meets Gene Bertoncini and Michael Moore (Chiaroscuro)
- 1995: Plays Gershwin
- 1999: The Intimacy of the Bass (met Rufus Reid) (Double-Time Records)
- 2000: The History of Jazz, Vol. 1 (Arbors Records)
- 2002: The History of Jazz, Vol. 2 (Arbors)

### Als sideman
Met Kenny Barron
- 1984, 1986: 1+1+1 (Blackhawk)

Met The Ruby Braff-George Barnes Quartet
- 1974: The Ruby Braff George Barnes Quartet (Chiaroscuro)
- 1974: Live at the New School (Chiaroscuro)
- 1975: Salutes Rodgers and Hart (Concord Jazz)
- 1975: Plays George Gershwin, (Concord Jazz)
- 1975: To Fred Astaire Met Love, (Concord Jazz)

Met Dave Brubeck
- ????: London Flat, London Sharp

Met Bill Evans
- 1978: Getting Sentimental (rec. live at the Village Vanguard)

Met Gil Evans
- 1974: The Gil Evans Orchestra Plays the Music of Jimi Hendrix (RCA)

Met Art Farmer en  Jim Hall
- 1978: Big Blues (CTI)

Met Jesse Green
- 1993: Sea Journey (Chiaroscuro)

Met Lee Konitz
- 1974, 1982: In Concert (India Navigation, met Chet Baker
- 1977: The Lee Konitz Quintet (Chiaroscuro)
- 1978: Tenorlee (Choice)

Met Blue Mitchell
- 1974: Many Shades of Blue (Mainstream)

Met Jimmy Raney en Doug Raney
- 1979: Stolen Moments (SteepleChase)

Met Joe Temperley
- 1978: Just Friends (Hep) met Jimmy Knepper
- 2000, 2002: Live at the Floating Jazz Festival (Chiaroscuro) met Kenny Davern

Met Warren Vaché jr.
- 1994: Horn of Plenty (Muse)
- 1996: Talk to Me Baby (Muse)

Met Phil Woods en Lew Tabackin
- 1981: Phil Woods/Lew Tabackin (Omnisound)

- Bibliothèque nationale de France: cb139376708 (data)
- Gemeinsame Normdatei: 128487518
- International Standard Name Identifier: 0000 0001 1454 2650
- Library of Congress Control Number: no97000205
- MusicBrainz: a06002be-9822-4fee-8fe0-967976d8f7b8
- Nationale Bibliotheek van Israël: 987007323188005171
- Nederlandse Thesaurus van Auteursnamen: 073782335
- Virtual International Authority File: 105922683
- WorldCat: E39PBJbWBQY49BB7MY8kjvtYfq